# Jean-Augustin Franquelin

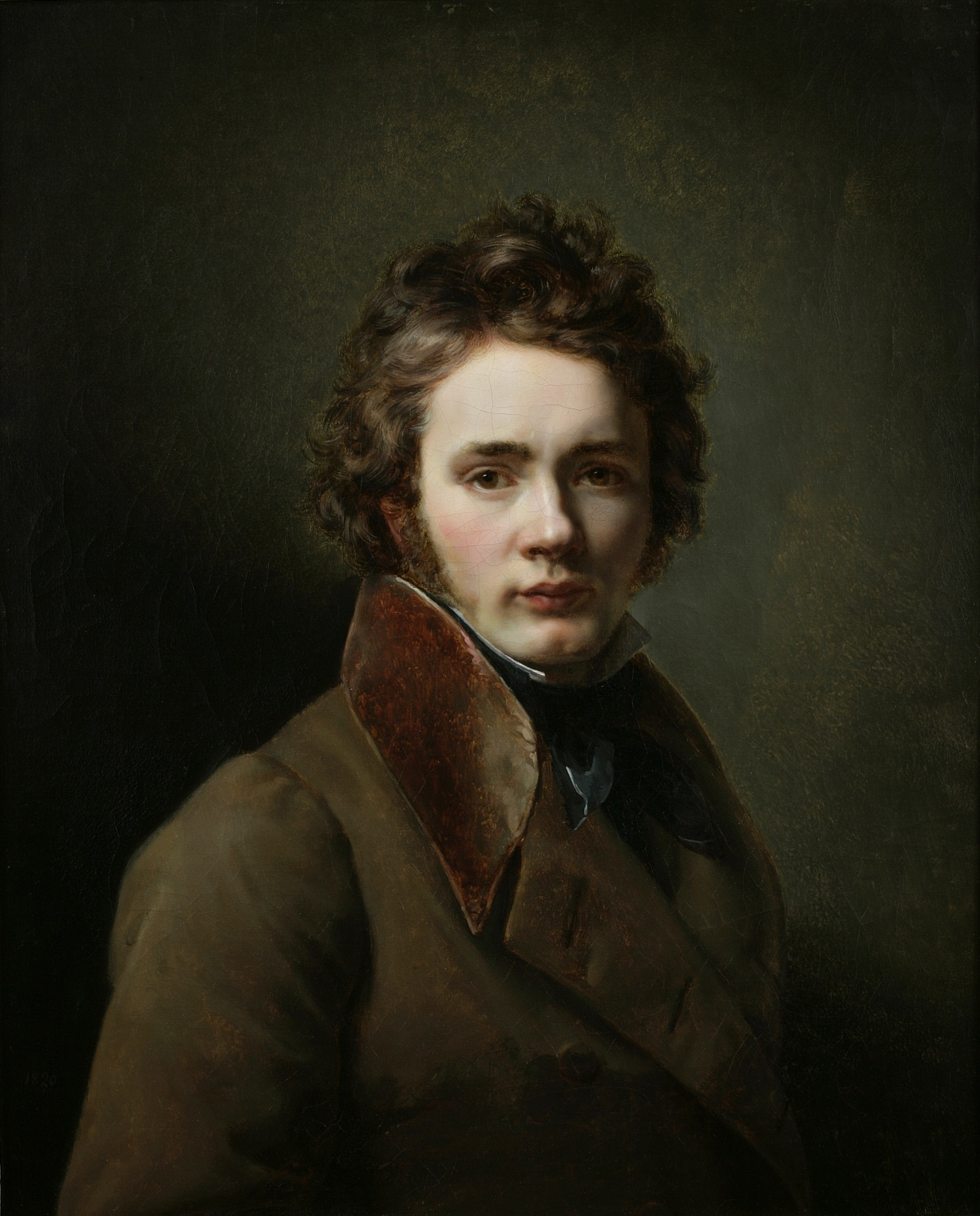
Jean-Augustin Franquelin, Selbstporträt, 1820

Jean-Augustin Franquelin (* 1. September 1798 in Paris; † 4. Januar 1839 ebenda) war ein französischer Genre-, Historien- und Porträtmaler.

## Leben
Franquelin war ein Schüler von Jean-Baptiste Regnault (1754–1829). Er debütierte 1819 im Salon de Paris mit dem Bildnis Jesus sortant du temple und stellte bis 1839 zahlreiche Werke mit biblischen Themen, Szenen aus dem Bereich der Genremalerei und Porträts in Öl oder Miniatur aus. Seine Werke kamen in zahlreiche Museen, so unter anderem nach Amiens, Douai, Dünkirchen, Grenoble, Versailles, in das Schloss Fontainebleau oder in Galerien nach Leipzig, Hamburg und Königsberg. Für die Pariser Kirche St.-Philippe du Roule (französisch Église Saint-Philippe-du-Roule) fertigte er eine Taufe Christi. Viele seiner Bilder wurden durch Stiche und Lithografien bekannt. Zu seinen Genrebilder gehörten Darstellungen aus dem Volksleben und Gesellschaftsstücke.

## Auszeichnungen (Auswahl)
- In den Jahren 1816 und 1817 gewann er mehrere Medaillen an der Académie des Beaux-Arts.
- 1821 verlieh ihm die Gesellschaft der Kunstfreunde von Douai (französisch la Société des Amis des Arts de Douai) eine silberne Medaille, 1823 eine goldne und 1827 nochmals eine silberne Medaille.[3]

## Werke (Auswahl)
- 1829: La Mort de Malvina (Louvre, Paris)[4]
- um 1830–1840: Am Grabe (Schloss Ehrenburg, Coburg)[5]
- Jésus ressuscitant la fille de Jaïre
- Christus aus dem Tempel kommend
- Taufe Christi
- 1853: Erwartendes Mädchen und Römerin ihr Kind dem Schutze der Madonna empfehlend (Stadtmuseum Königsberg)[6]
- Mutter an der Wiege ihres kranken Kindes (Hamburg, Kunsthalle)
- Bragella, das Weib des Seemanns (nach einem Gedicht George Gordon Byrons) und Eine Italienerin mit ihrem kranken Kinde vor einem Marien bilde betend (Museum Leipzig)[7]
- Die Einnahme von Brissac (1703) (Historisches Museum in Versailles)